# Turgut Aykaç
Turgut Aykaç (* 1. Januar 1958 in Adana) ist ein ehemaliger türkischer Boxer. Er gewann bei den Olympischen Sommerspielen 1984 in Los Angeles eine Bronzemedaille im Federgewicht.

## Boxkarriere
Turgut Aykaç begann 1975 mit dem Boxsport und nahm 1984 an den Olympischen Sommerspielen in Los Angeles teil, wo er sich gegen Raúl Trapero aus Spanien, Abraham Mieses aus der Dominikanischen Republik und Mohamed Hegazi aus Ägypten durchsetzen konnte und erst im Halbfinale gegen den Nigerianer Peter Konyegwachie ausschied. Zusammen mit der Bronzemedaille des Fliegengewichtlers Eyüp Can handelte es sich um die ersten türkischen Boxmedaillen bei Olympischen Spielen.
Bei der Europameisterschaft 1985 in Budapest unterlag er im Viertelfinale gegen den für die Sowjetunion gestarteten Samson Chatschatrjan und beendete im Anschluss aufgrund einer Verletzung seine Karriere.